# 패서디나 시티 칼리지
패서디나 시티 칼리지(영어: Pasadena City College)는 미국 캘리포니아주 패서디나에 있는 공립 커뮤니티 칼리지이며 1924년에 문을 열었다.

## 역사
패서디나 시티 칼리지는 1924년에 패서디나 주니어 칼리지라는 이름으로 문을 열었다. 1928년부터 1953년까지는 고등학교의 마지막 2년 과정과 대학의 첫 2년 과정을 합친 4년제 주니어 칼리지로 운영했다. 1954년에 존 뮤어 칼리지와 합쳐 패서디나 시티 칼리지가 됐다.

## 학교 동문

### 이름난 동문

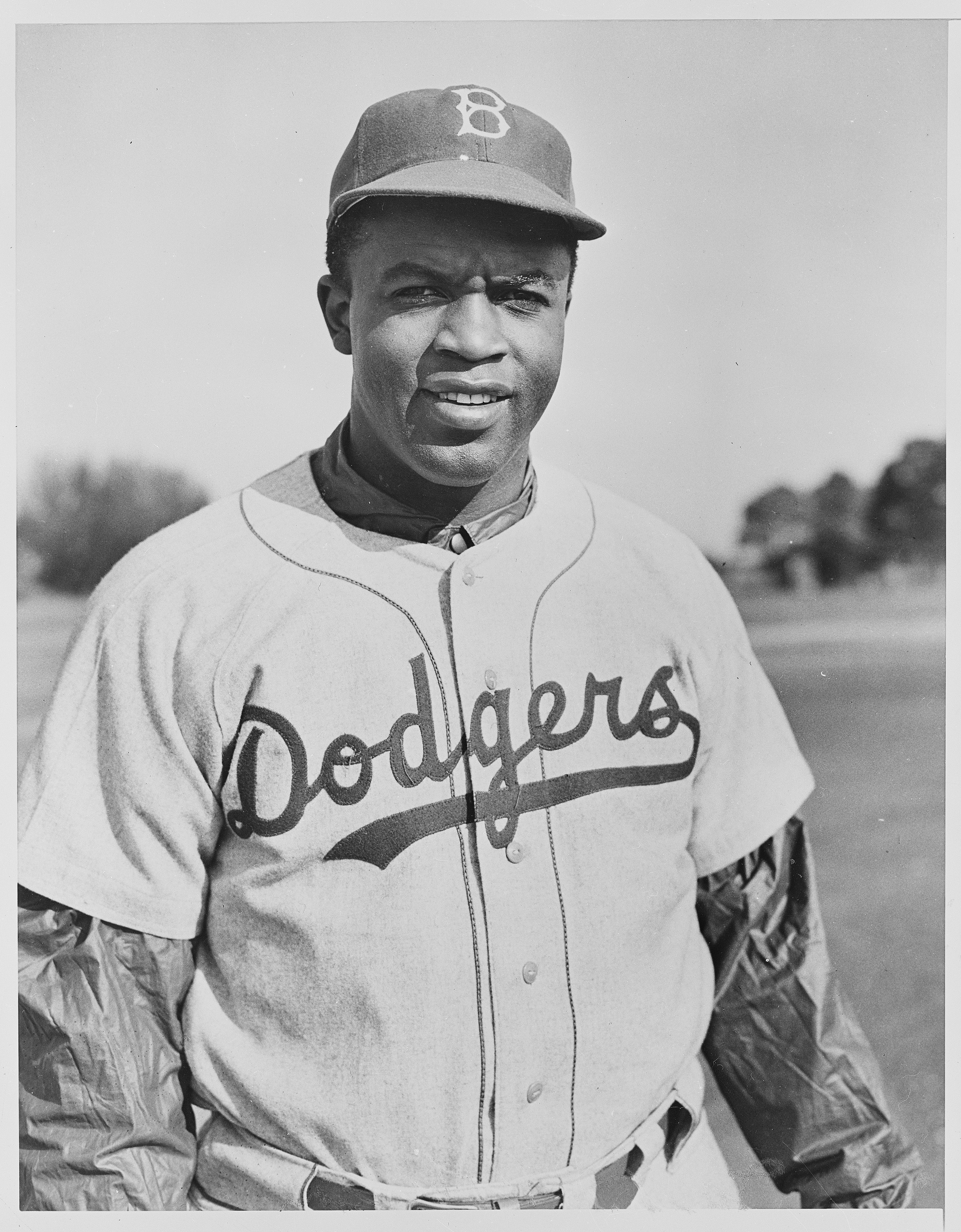
재키 로빈슨, 1939년 패서디나 주니어 칼리지 졸업

휴고상 수상 작가 옥타비아 버틀러, 영화 감독 존 싱글턴, 배우 마이클 돈, 윌리엄 홀든, 닉 놀티, 조지 리브스, 매들린 스위튼, 니컬러스 브렌던, 1988년 미스 유니버스 우승자 폰팁 나키란까녹, 음악가 알렉스 반 헤일런, 에디 반 헤일런, 데이빗 리 로스, 야구 선수 재키 로빈슨, 육상 선수 맥 로빈슨, 로버트 F. 케네디의 암살범 시르한 시르한 등이 있다.